# جيمي سنكلير (لاعب كرة قدم)
جيمي سنكلير (بالإنجليزية: Jimmy Sinclair)‏ هو لاعب كرة قدم بريطاني في مركز نصف الجناح، ولد في 31 يوليو 1957 في غلاسكو في المملكة المتحدة. لعب مع هاميلتون أكاديميكال.